# بعد کودایرا
در هندسه جبری، بعد کودایرا (Kodaira Dimension) که با علامت {\displaystyle \kappa (X)} نشان داده می‌شود، بزرگی مدل کانونیِ واریته تصویری {\displaystyle X} را اندازه‌گیری می‌کند.
ایگور شافارویچ، در یک سمینار، ناوردای عددی سطوح را با نماد {\displaystyle \kappa } معرفی نمود. شیگرو ایتیکا این مفهوم را گسترش داد و بعد کودایرا را برای واریته‌های ابعاد بالاتر نیز تعریف نمود (تحت نام بعد کانونی)، سپس بَعدها آن را به یاد کونیهیکو کودایرا تغییر نام داد.

## ارجاعات
1. ↑  Shafarevich et al. 1965.
2. ↑  Iitaka 1970.
3. ↑  Iitaka 1971.